# The Sims 3: Travel Adventures
The Sims 3: Travel Adventures (titolo originale The Sims 3: World Adventures) è la prima espansione per il videogioco di simulazione di vita per computer The Sims 3; è disponibile in Italia dal 20 novembre del 2009, mentre negli Stati Uniti è uscito il 17 dello stesso mese. Con questa espansione i giocatori possono far esplorare ai propri sims tre nuove mete turistiche: Egitto, Cina e Francia. L'expansion pack si concentra su dei viaggi di tre aree diverse come i precedenti capitoli The Sims: In vacanza e The Sims 2: World Adventure. In queste tre nuove destinazioni i sims possono incontrare delle cittadinanze diverse, cacciare il tesoro ed imparare nuove abilità. Ogni località è un piccolo mondo da scoprire, con monumenti, musei, attrazioni, mercati, cunicoli segreti e cibi esotici.

## Il Gioco
Con questa espansione è possibile far viaggiare i sim portandoli in 3 mete turistiche diverse, andare a caccia del tesoro ignoto ed esporre i manufatti trovati nella loro casa al loro ritorno. Inoltre potranno esplorare tombe antiche in Egitto, diventare maestri nelle arti marziali in Cina, e scoprire la cultura ricca delle pietre miliari in Francia.

## Quartieri
Questi quartieri sono raggiungibili mandando il sim in vacanza. Le tre destinazioni sono il posto ideale per esplorare tombe, disinnescare le trappole e tuffarsi nei pozzi da immersione. Le mete di vacanza sono anche utili per acquistare oggetti altrimenti introvabili in altre parti del mondo. A differenza di quanto avviene nei normali quartieri, infatti, nei mercati e nei negozi delle località estere i Sim non scompaiono dalla visuale del giocatore e questo può controllare direttamente gli acquisti e ammirare la singolarità di ogni bottega. I negozi sono generalmente divisi in tre categorie: quelli che vendono reliquie, quelli che offrono l'equipaggiamento adatto per affrontare le avventure, e delle librerie dove si possono trovare manoscritti esotici e ricette di ogni paese. Questo schema è ripetuto in ogni meta estera, anche se ognuna di esse offre elementi caratteristici e oggetti unici, come il cesto da incantatore di serpenti o la postazione per frantumare le assi. Oltre a questi negozi esistono dei ristoranti, uno per ogni meta estera, dove i Sim possono gustare le prelibatezze del luogo. Anche nel caso dei ristoranti, I Sim potranno essere sorvegliati dal giocatore: questi, infatti, acquisteranno un piatto e lo mangeranno seduti ad uno dei tavolini disponibili. In Francia esiste un altro tipo di negozio, incorporato nella Fabbrica di nettare, ossia una sorta di cantina dove questo succo prelibato è venduto. In tutte e tre le mete estere si trova anche un mercante locale che lavora indipendentemente dal mercato e dagli altri negozi. Da lui gli acquisti possono essere fatti unicamente attraverso monete antiche ed è necessario che il Sim possieda almeno un livello di visto prima che possa comprare qualcosa. Gli articoli venduti dal mercante sono particolari ed unici e vanno da strumenti per sopravvivere nelle tombe, a semi di uva per fare il nettare, fino a tende a due posti che assomigliano a palazzi reali.

## Crea Sim
In questa espansione sono stati aggiunti tre nuovi tratti:
- Avventuroso
- Disciplinato
- Occhio fotografico

## Nuove abilità
- È possibile sviluppare l'abilità della fotografia.
- Sarà possibile, in Francia, imparare a produrre il nettare, con 8 specie diverse di uva, per berlo, venderlo o lasciarlo invecchiare dentro alle botti per renderlo più buono.
- In Cina si possono imparare le arti marziali.

## Nuove attività
- Accettare varie sfide e trovare tesori.
- Esplorare i luoghi misteriosi in Egitto, Cina e Francia.
- Scattare fotografie.
- Si possono coltivare nuovi tipi di piante e si possono trovare nuove specie di animali.

## Nuovi personaggi
In Egitto il giocatore potrà trovarsi nella condizione di doversi confrontare con le Mummie. Queste, non solo cercheranno di ostacolare ogni esploratore, ma potranno persino scagliargli contro una potente maledizione che lo condurrà alla morte. Le mummie possono essere anche evocate nella propria unità familiare tramite il Sarcofago Maledetto dei Re.